# 観世四郎
観世 四郎（かんぜ しろう、生没年不詳）は、室町時代前期の猿楽師。四郎大夫。諱には諸説がある（後述）。観阿弥の息子、世阿弥の弟。兄率いる観世座に所属して、その補佐役として活動していたものと考えられている。音阿弥の父として知られる。

## 概要
四郎の活動については残っている記録も少なく、「殆ど見るべきものの無い」、平凡な役者であっただろうと推測する説もあるが、近年では兄・世阿弥の率いる観世座の「脇之為手」、いわば「准大夫」と言うべき立場の役者として、兄を支えて相当の活躍をしたものと見られている。
また『風姿花伝』の一編である「花伝第七別紙口伝」の、1420年（応永25年）6月1日付の奥書には、「此別紙条々、先年弟四郎相伝スルト云ヘドモ、元次芸能感人タルニヨテ、是ヲ又伝所也。秘伝々々」とあり、四郎が応永25年以前に同書の相伝を受けていたことが解る。この時四郎が贈られたものらしき世阿弥自筆と思われる写本が観世宗家に伝えられており、奥書が焼損しているものの、応永25年をそう遡らない、応永10年代後半頃に四郎へと相伝されたものと推測されている。「家ノ大事、一代一人ノ相伝ナリ」とされた伝書を与えられていることからも、四郎が十分な力量を持った役者であったことが推測される。
その前半生については記録が残されていないが、1398年（応永3年）に息子・三郎元重（後の音阿弥）を、また後にその弟の弥三郎（蓮阿弥）をもうけている。1417年（応永22年）、摂津猿楽榎並座に代わり、醍醐寺清滝宮での猿楽を勤めているのが、最も古い演能記録である。
当初、世阿弥に子がなかったため、四郎の子・元重がその養子となった。しかしその後、世阿弥には元雅・元能が生まれ、1422年（応永29年）頃、世阿弥は実子・元雅に座の棟梁たる大夫の地位を譲る。その後しばらくは元重・元雅らが、半独立的な活動をしながらも協力し合って座を運営するという体制が続いた。この間、四郎は1428年（正長元年）5月12日に室町御所での宴席に参上し、謡をうたっている。
1429年（正長2年）、足利義持が死去して、足利義教が後継者に選ばれる。義教は青蓮院門跡の当時から元重を寵愛しており、以後は元重を取り立てるとともに世阿弥父子に圧迫を加えた。四郎は子・元重を助けて活動したらしく、1430年（永享2年）4月19日、新たに醍醐寺清滝宮の楽頭となった元重に従い醍醐寺に赴いて太刀を賜り、23日の元重の演能に際しても、臨席した義教からやはり太刀や衣を賜っている。
その後1432年（永享4年）に元雅が没し、1433年（永享5年）には元重が観世大夫の地位を嗣いだ。1434年（永享6年）には兄・世阿弥が佐渡流罪となっている。永享2年以後の四郎についての記録は残されておらず、その没年などは不明。

## 子孫
音阿弥元重は義教の死後も当代随一の役者として活躍し、以後観世家の嫡流は彼の子孫によって受け継がれた。つまり四郎は、現在に至る観世宗家の直系の祖に当たる。また音阿弥の弟・弥三郎も大鼓の名人であり、音阿弥の第七子・小次郎信光の師として知られる。
音阿弥の子である小四郎は観世座の脇之為手として活躍した役者だが、その名を「四郎」「四郎左衛門」と改めており、いずれも祖父である四郎の名を襲名したものと考えられている。その養子も同じく一連の「四郎」の名を継ぎ、脇之為手を勤めた。幕府ではこの観世四郎（左衛門）家に対し、大夫に次ぐ待遇を与えている。このように「四郎」の名が脇之為手の家の通り名となったことからも、四郎の存在が決して小さなものではなかったことが窺える。また江戸時代にも、観世銕之丞家の当主・清宣が「四郎」を名乗っているが、これもやはり四郎に因んだものと思われる。

## 諱
史料には「観世四郎」「（世阿弥の）弟四郎」などとしか記されておらず、その諱は定かではない。福王流によるワキ方伝書『能脇侍所作鑑』は観世流ワキ方の祖として四郎を挙げ、その名を「服部四郎左衛門秦清信」と記すが、近世の説であり信憑性は薄い。江戸時代後期のものと言われる家系図が「四郎太夫元仲」とし、後述のように小説などでも採用されているが、否定的見解が根強い。一方、金春家伝来の能本に、世阿弥自筆のものとともに伝えられた、「久次」なる人物の手による応永34年2月15日奥書の能本「トモアキラ（知章）」があり、この筆者を四郎とする説がある。

## 文芸作品における四郎
四郎を主人公として書かれた作品に、杉本苑子の小説『華の碑文』がある。四郎は兄・世阿弥にただならぬ思慕を抱きながら、能の大成を残酷なまでに追求する兄の生涯を見守る、作品の語り手として描写されている。作中では幼名を竹若、成人後は元仲と名乗っているが、前者は作者の創作、後者は上述の系図に拠る。